# Driss Guiga

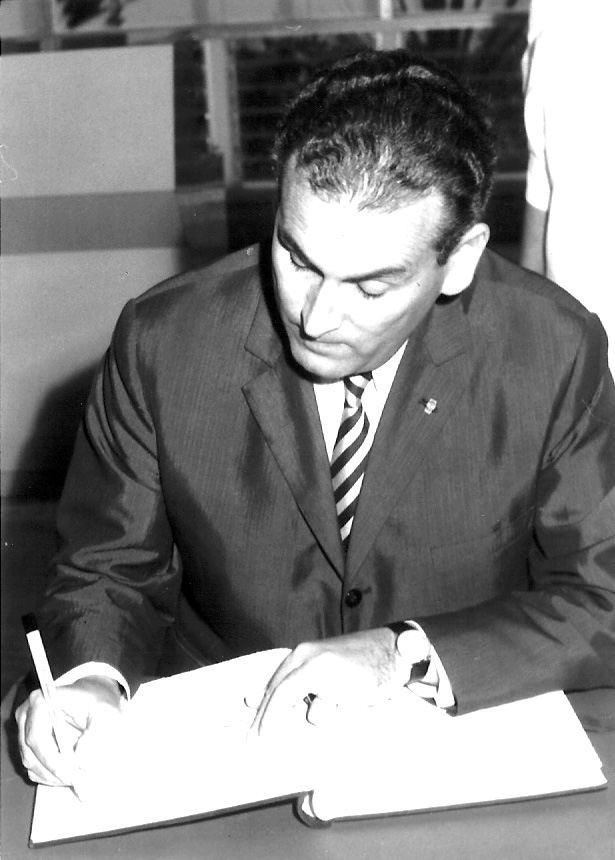
Driss Guiga

Driss Guiga (arabisch إدريس قيقة, DMG Idrīs Qīqa; * 21. August 1924 in Testour oder 21. Oktober 1924 in Testour) ist ein ehemaliger tunesischer Politiker der Neo-Destur-Partei sowie seit 1964 der Sozialistischen Destur-Partei, der Sozialminister, Gesundheitsminister, Bildungsminister und Innenminister sowie zwischen 1976 und 1980 Botschafter in der Bundesrepublik Deutschland war.

## Leben
Driss Guiga besuchte das Collège Sadiki in Tunis und absolvierte danach zunächst ein Studium der Geschichte und Rechtswissenschaften an der Universität Algier sowie ein Studium des Privatrechts an der Universität von Paris. Nach Abschluss des Studiums und der anwaltlichen Zulassung war er von 1948 bis 1952 als Rechtsanwalt in Tunis tätig und trat 1952 in den Regierungsdienst ein, in dem er zunächst Kabinettschef des Ministers für öffentliche Gesundheit war. Als solcher war er für die Verwaltung der Krankenhäuser zuständig und trug in dieser Funktion zu zahlreichen Verbesserungen und Modernisierungsprogrammen bei. 1956 wechselte er ins Innenministerium und war anfangs Generalinspekteur für Provinzverwaltung. 1958 wurde er dort zum Direktor für Regional- und Kommunalverwaltung ernannt und schließlich zum Direktor für Nationale Sicherheit im Dezember 1962. Im Januar 1963 wurde er zum Generalkommissar des Nationalen Tourismusbüros ONTT (Office national du tourisme tunisien) ernannt und trug in dieser Funktion maßgeblich zum Ausbau des Tourismus in Tunesien bei.
Am 8. September 1969 löste Guiga Mondher Ben Ammar als Sozialminister (Ministre des Affaires sociales) im zweiten Kabinett Bourguiba ab und bekleidete dieses Ministeramt bis zum 7. November 1969. Im darauf folgenden Kabinett Ladgham wurde er am 7. November 1969 erstmals Minister für öffentliche Gesundheit (Ministre de la Santé publique) und behielt diesen Posten auch im anschließenden Kabinett Nouira bis zu seiner Ablösung durch Mohamed Mzali am 17. März 1973. Im Zuge einer Kabinettsumbildung übernahm er im Kabinett Nouira am 17. März 1973 von Hamed Zghal die Funktion als Minister für Nationale Bildung (Ministre de l’Éducation nationale) und hatte diese bis zum 31. Mai 1976 inne, woraufhin Hédi Zeghal seine Nachfolge antrat. Nach seinem Ausscheiden aus dem Kabinett fungierte er zwischen 1976 und 1980 als Botschafter in der Bundesrepublik Deutschland.
Nach seiner Rückkehr löster Driss Guiga am 1. März 1980 Othman Kechrid als Innenminister (Ministre de l’Intérieur) im Kabinett Nouira ab und bekleidete dieses Ministeramt im darauf folgenden Kabinett Mzali bis zum 7. Januar 1984, worauf Premierminister Mohamed Mzali selbst diesen Posten übernahm.

## Veröffentlichungen
- Driss Guiga: Sur le chemin de Bourguiba 1934–1984. Cérès Editions, 2024, ISBN 978-9973-19-843-3